# Perunthalaivar Makkal Katchi
Perunthalaivar Makkal Katchi – indyjska regionalna partia polityczna, działająca w Tamilnadu.
Powołana w 2011, reprezentuje interesy społeczności Nadarów. Przed wyborami stanowymi w 2011 zawarła porozumienie z Drawidyjską Federacją Postępu (DMK), dotyczące startu pod szyldem tej partii. Lider PMK, N.R. Dhanapalan, nie uzyskał mandatu, przegrywając w okręgu Perambur z kandydatem KPI (M).